# Reichsbahnerholungsheim

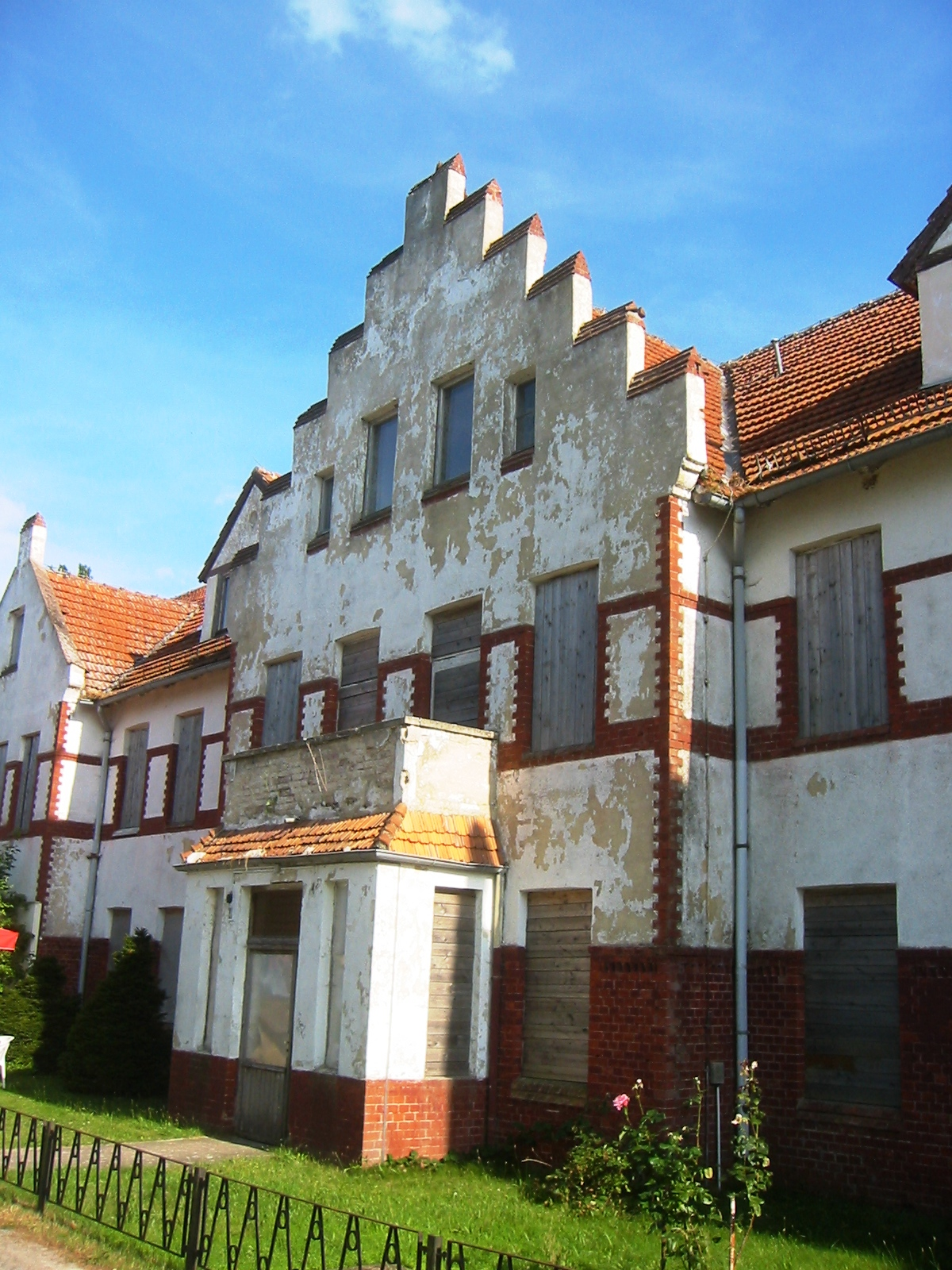
Reichsbahnerholungsheim in Lubmin

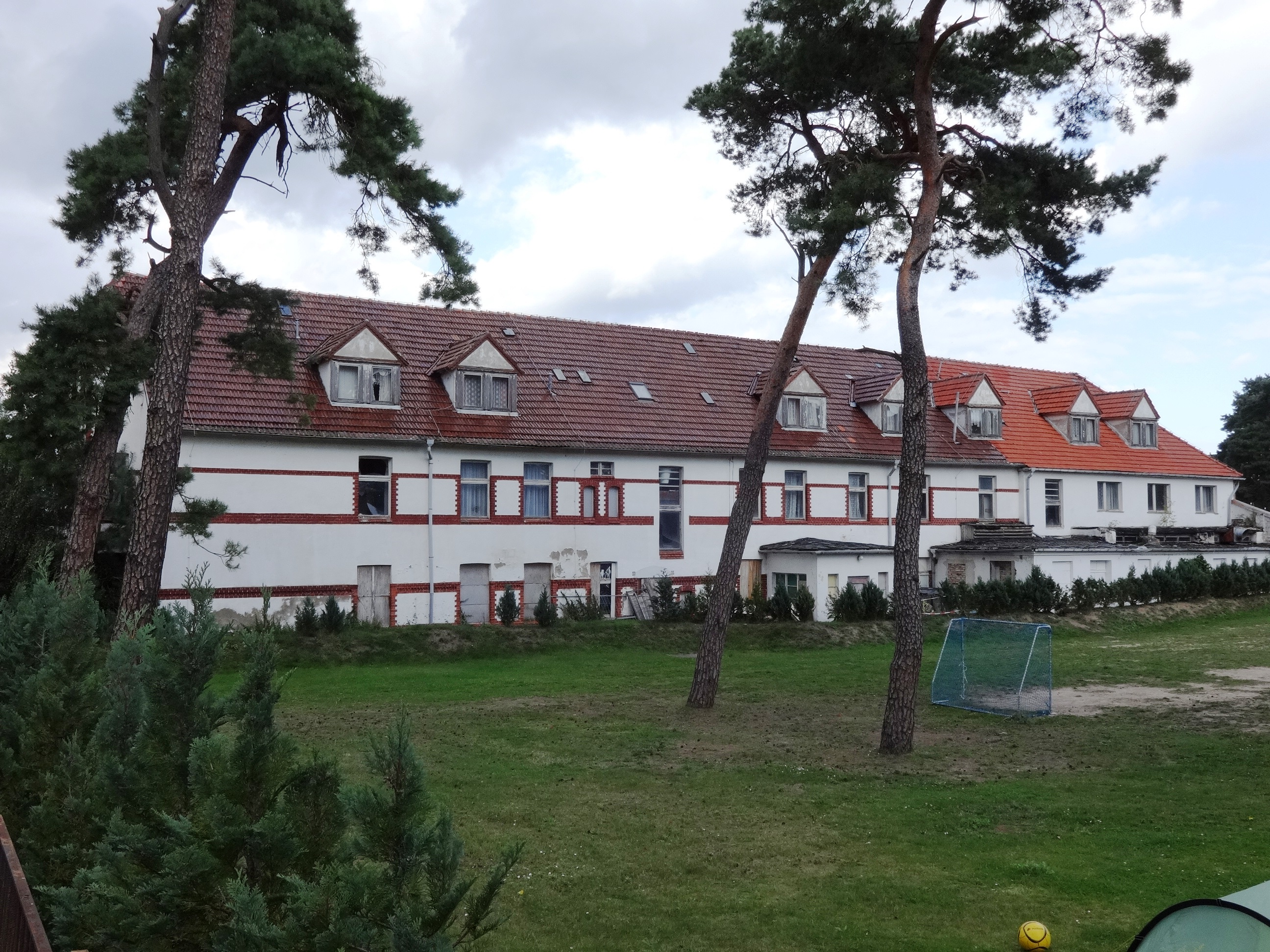
Rückansicht

Das Reichsbahnerholungsheim ist ein denkmalgeschütztes Gebäude an der Strandpromenade in Lubmin im Landkreis Vorpommern-Greifswald in Mecklenburg-Vorpommern.

## Geschichte
Das Gebäude entstand um 1907 unter der Leitung des Greifswalder Maurermeisters Wendt, der eine Villa Wald und See plante. Er verkaufte das Bauwerk nach seiner vorläufigen Fertigstellung im Jahr 1908 an den Eisenbahnerverein in Berlin. Zwei weitere Jahre wurden Erweiterungen, wie etwa der Bau eines Speisesaals, an dem Bau vorgenommen, bis im Mai 1910 die Eröffnung gefeiert werden konnte. Die Eigentümer stritten sich in den 1920er Jahren mit der Gemeinde um den Strandzugang, der bis dato in einem eigens abgetrennten Bereich für das Damenbad (westlich der Seebrücke) und das Herrenbad (östlich der Seebrücke) unterteilt war. 1926 baute man für Kinder in unmittelbarer Nachbarschaft ein Kindererholungsheim. In der Zeit des Nationalsozialismus blieb das Gebäude weitgehend unverändert, lediglich die Brüstung am Vorgarten wurde mit Zement aufgefüllt. 1936 sanierte man das Haus und baute eine Zentralheizung ein. Gleichzeitig riss man einen Balkon, der an der Strandseite über zwei Stockwerke reichte, ab. Nach dem Zweiten Weltkrieg richtete man zunächst ein Lazarett ein, später wurden dort Umsiedler bis ins Jahr 1952 hin, einquartiert. Kurz darauf wurde es nach dem deutschen Kommunisten Philipp Müller benannt und vom FDGB genutzt. Nach der Wende steht das Gebäude seit dem Jahr 2014 leer.

## Architektur
Der Bau ist mit einem schlichten, weißen Putz verkleidet. Rote Mauersteine am Giebel und an den Fenstern zeichnen die Konturen des Gebäudes nach und geben dem Gebäude ein Aussehen, welches dem eines Schlosses nahe kommt. Eine breite, hölzerne Treppe führt über die Dünen an den Strand. Zur Zeit des Baus verliefen wenige Meter abseits die Abwässer aus dem Gebäude in den Greifswalder Bodden.